# هاوپتشتوهل
هاوپتشتوهل (به آلمانی: Hauptstuhl) یک شهر در آلمان است که در Landkreis Kaiserslautern واقع شده‌است. هاوپتشتوهل ۱٬۲۶۲ نفر جمعیت دارد.